# Pierino Albini
Pierino Albini (Arconate, Lombardía 16 de diciembre de 1885-Saronno, 12 de marzo de 1955) fue un ciclista italiano, profesional desde 1904 hasta 1919. Durante su carrera como profesional consiguió victorias en clásicas italianas como la Coppa Desio, Coppa Morbegno, Legnano-Gravellona-Legnano, Milán-Domodossola-Milán y Milán-Varese. También consiguió tres victorias de etapa del Giro de Italia, como también una en el Giro de Sicilia. También fue capaz de subir dos veces al podio del Giro de Italia. La primera vez en el Giro de Italia 1912, edición que en la que no hubo clasificación individual. Fue tercero con el equipo Gerbi. La segunda vez fue en el Giro de Italia 1914, acabando segundo. En su carrera también corrió el Tour de Francia, siendo su mejor posición la undécima del Tour de Francia 1910.

## Palmarés
1905
- Coppa Desio
- Coppa Morbegno
- Legnano-Gravellona-Legnano

1906
- Milán-Domodossola-Milán[1]

1908
- Etapa de Giro de Sicilia

1910
- Etapa del Giro de Italia
- Milán-Varese

1914
- 2 etapas del Giro de Italia

## Resultados en Grandes Vueltas
Durante su carrera deportiva ha conseguido los siguientes puestos en las Grandes Vueltas:
| Carrera         | 1904 | 1905 | 1906 | 1907 | 1908 | 1909 | 1910 | 1911 | 1912 | 1913 | 1914 | 1915 | 1916 | 1917 | 1918 | 1919 |
| --------------- | ---- | ---- | ---- | ---- | ---- | ---- | ---- | ---- | ---- | ---- | ---- | ---- | ---- | ---- | ---- | ---- |
| Giro de Italia  | X    | X    | X    | X    | X    | -    | Ab.  | -    | 3º   | 4º   | 2º   | X    | X    | X    | X    | 34º  |
| Tour de Francia | -    | -    | -    | -    | -    | -    | 11º  | -    | Ab.  | Ab.  | -    | X    | X    | X    | X    | -    |
| Vuelta a España | X    | X    | X    | X    | X    | X    | X    | X    | X    | X    | X    | X    | X    | X    | X    | X    |

-: No participa

Ab.: Abandono

X: Ediciones no celebradas